# Bertil Tinglöf
Bertil Ruben Viktor "Sippa" Tinglöf, född 2 september 1930 i Hällefors församling, död 13 april 2009 i Hammarby församling, Stockholms län, var en svensk fotbollsmålvakt. Han var känd för sina långa utkast.
Tinglöf kom från Hällefors AIF till Degerfors IF 1948, och spelade för Degerfors i Allsvenskan 1948/1949–1955/1956 och 1960–1963. Sammanlagt gjorde han 189 allsvenska matcher för klubben.